# Ню² Голубя
Ню² Голубя (лат. ν² Columbae), HD 37495 — одиночная звезда в созвездии Голубя на расстоянии приблизительно 135 световых лет (около 41,5 парсек) от Солнца. Видимая звёздная величина звезды — +5,39m. Возраст звезды определён как около 2,41 млрд лет.

## Характеристики
Ню² Голубя — жёлто-белая звезда спектрального класса F2, или F4V, или F5V. Масса — около 1,3 солнечной, радиус — около 2,73 солнечного, светимость — около 10,98 солнечной. Эффективная температура — около 6276 K.

## Планетная система
В 2019 году учёными, анализирующими данные проектов Hipparcos и Gaia, у звезды обнаружена планета HIP 26460 b.